# Heinz Quermann

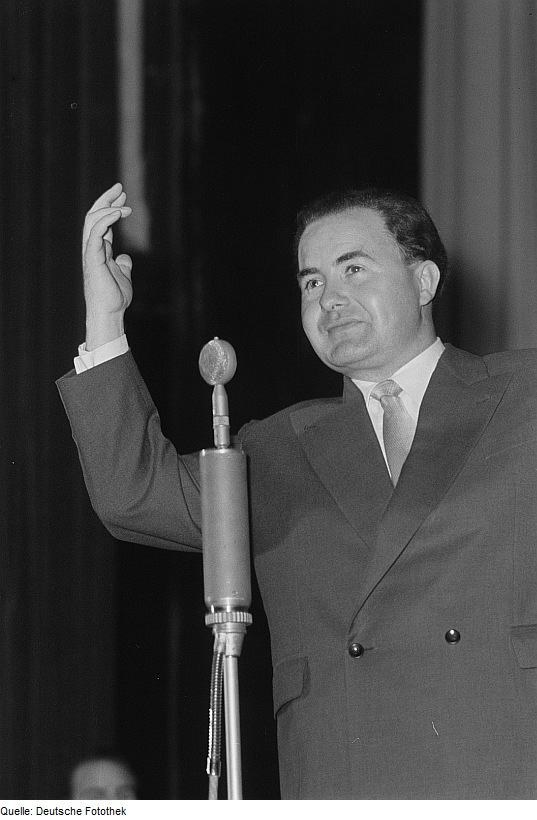
Heinz Quermann 1954

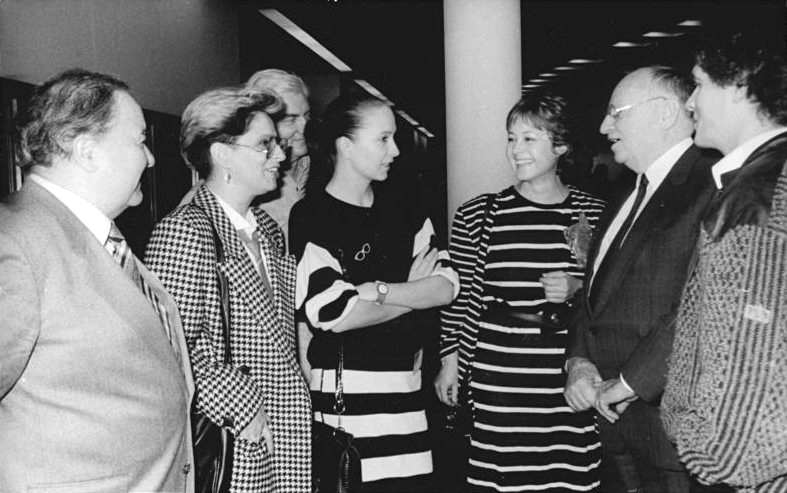
1. März 1989, Berlin, Kongress der DDR-Unterhaltungskunst: In einer Beratungspause des ersten Tages unterhalten sich (v. r.) Schlagersänger Michael Hansen, Mitglied des Politbüros und Sekretär des ZK der SED Kurt Hager, Chansonsängerin Barbara Kellerbauer, Rocksängerin Ines Paulke, Moderatorin/Sängerin Dagmar Frederic und Conférencier Heinz Quermann

Heinz Quermann (* 10. Februar 1921 in Hannover; † 14. Oktober 2003 in Berlin) war ein Fernsehunterhalter in der DDR.

## Leben
Heinz Quermann begann im Jahr 1936 eine Lehre als Bäcker. Nebenbei hatte er Violin-und-Schauspielunterricht und legte 1939 die Schauspielprüfung ab. Anfang Juli 1945 wurde er auf Befehl des sowjetischen Stadtkommandanten Valentin Iwanowitsch Bogdanow Intendant des Theaters in Köthen. Ab 1947 war er Leiter der Abteilung Unterhaltung beim Mitteldeutschen Rundfunk Leipzig, außerdem Redakteur und Sprecher. 
In der Folgezeit entwickelt er sich in mehreren Sendeformaten zu einem beliebten Conférencier. So war er ab 1953 Moderator der Schlagerlotterie, ab 1955 von Da lacht der Bär und ab 1958 der Schlagerrevue, die mit 36 Jahren die langlebigste Rundfunk-Hitparade der Welt wurde. Als Conférencier hatte er zudem 1957 einen Cameo-Auftritt im DEFA-Film Alter Kahn und junge Liebe und 1960 im DEFA-Film Silvesterpunsch.
Im Laufe der Zeit wurden mehrere seiner Radioformate vom Fernsehen übernommen. So entstanden Sendungen wie Da lacht der Bär und die legendäre Sendung Zwischen Frühstück und Gänsebraten, eine Weihnachtssendung, die er 1957 bis 1991 jedes Jahr, mit einer Ausnahme 1984, mit Margot Ebert moderierte. In der DDR verfolgten viele diese Sendung am späten Vormittag des ersten Weihnachtsfeiertags. Nicht wenige Frauen kochten nach den Anweisungen des Quermännchens und setzten etwa das Wasser für die Klöße auf, wenn er es im Fernsehen empfahl. Als Schauspieler trat er selten, wenn dann in Musik- oder Revuefilmen, in Erscheinung. 1960 spielte er in einem Stacheltier-Film die Hauptrolle. 

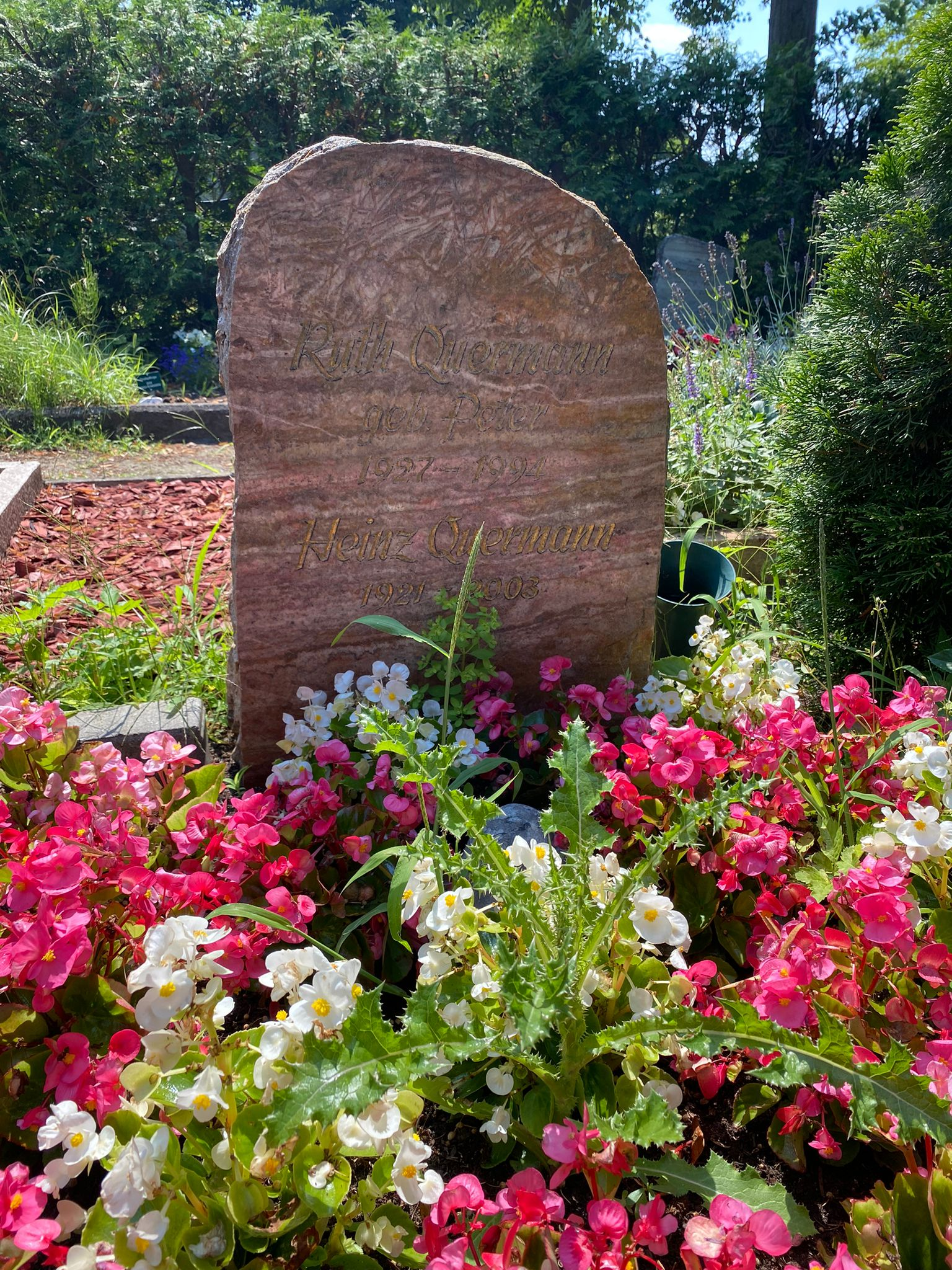
Grabstätte auf dem Waldfriedhof Grünau

Quermann war als Redakteur, Regisseur, Conférencier und Talentsucher tätig. Mit seiner Sendung Herzklopfen kostenlos, einem Talentwettbewerb im Fernsehen, war er seiner Zeit bereits weit voraus. Er förderte zahlreiche Talente in der DDR. Dazu gehörten unter anderem auch Frank Schöbel, Chris Doerk, Winfried Krause oder Dagmar Frederic.
Als seine Arbeit hinter der Kamera zu umfangreich wurde, trat er weniger vor der Kamera auf, blieb aber bis zur deutschen Wiedervereinigung eine der einflussreichsten Personen in der DDR-Fernsehunterhaltung. Quermann war Mitglied der LDPD. Insgesamt gestaltete er rund 2500 Sendungen im Rundfunk und im DDR-Fernsehen sowie rund 7500 Veranstaltungen. Als einer der ersten und wenigen DDR-Prominenten wurde er kurz nach der Wende als Wachsfigur im Berliner Panoptikum verewigt.
Er war mit der 1994 verstorbenen Rundfunksprecherin Ruth Peter-Quermann verheiratet. Ihre gemeinsame Tochter Petra Werner-Quermann (* 1958) tritt gelegentlich im Fernsehen auf.
In seinen letzten Lebensjahren war Quermann an Demenz erkrankt. Er starb am 14. Oktober 2003 im Alter von 82 Jahren. Seine letzte Ruhe fand er auf dem Waldfriedhof Grünau im Feld 1.

## Wissenswertes
Im Jahr 2007 erklärte Dieter Hallervorden, er habe den Sketch Flasche Pommes Frites (auch bekannt als Palim-Palim) von Heinz Quermann, mit dem er häufiger Sketche und Witze austauschte, für ungefähr 500 Mark erworben.

## Filmografie
- 1957: Alter Kahn und junge Liebe
- 1960: Silvesterpunsch
- 1961: Eine Handvoll Noten

## Auszeichnungen
- 1959: Kunstpreis der DDR
- 1968: Preis für künstlerisches Volksschaffen
- 1973: Ehrennadel der Nationalen Front
- 1977: Nationalpreis der DDR II. Klasse für Kunst und Literatur
- 1980: Banner der Arbeit Stufe II (im Kollektiv: „Da liegt Musike drin“)
- 1980: Kunstpreis des FDGB
- 1986: Vaterländischer Verdienstorden in Gold
- 2000: Goldene Henne für sein Lebenswerk
- 2001: Verdienstorden des Landes Berlin

## Publikationen
- Tschüß und winkewinke, Ihr Heinz der Quermann. Aus dem Nachlass des Künstlers. Eulenspiegel-Verlag, Berlin 2006, ISBN 978-3-359-01654-0.
- Ihr Heinz, der Quermann: meine bunten Erinnerungen. Ullstein, Frankfurt/M.; Berlin 1992, ISBN 3-548-22998-0.